# 阿勒 (汝拉州)

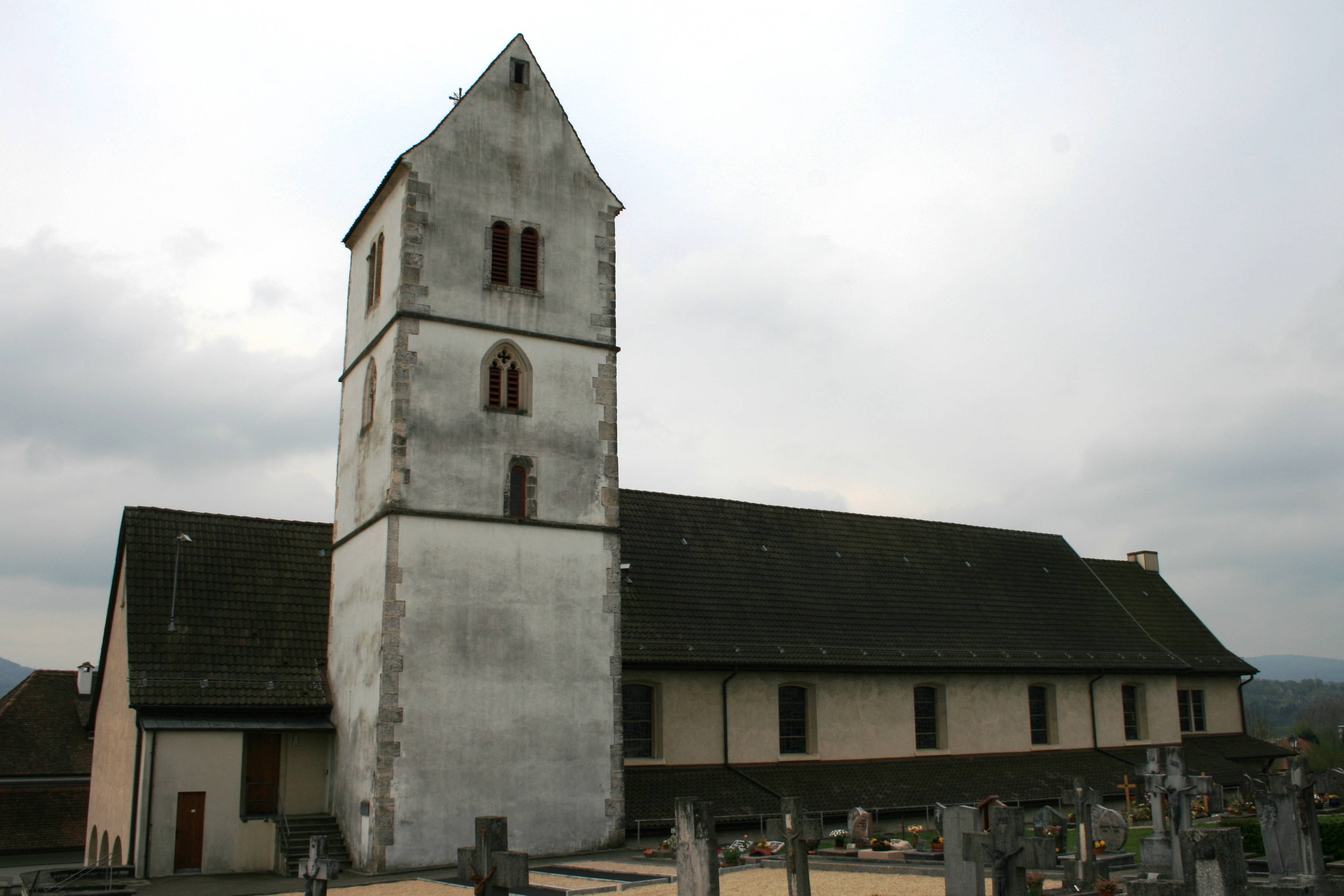

阿勒（法語：Alle）是瑞士的城鎮，位於該國西北部，由汝拉州負責管轄，面積10.6平方公里，海拔高度450米，2011年人口1,693，八成半人口信奉羅馬天主教，人口密度每平方公里160人。